# Dia Beacon
El Dia Beacon es el museo que alberga la colección de arte desde la década de 1960 hasta la actualidad de la Dia Art Foundation y uno de los once lugares gestionados por esta fundación. El museo, que abrió sus puertas en 2003, está situado junto a la orilla del río Hudson en Beacon (Nueva York, Estados Unidos). El edificio del Dia Beacon, las Riggio Galleries, es una antigua planta de fabricación e impresión de cajas de Nabisco que fue renovada por Dia según el proyecto del artista Robert Irwin y de los arquitectos Alan Koch, Lyn Rice, Galia Solomonoff y Linda Taalman, entonces del estudio Open Office Architects.
Además de la colección permanente de Dia, el Dia Beacon también presenta exposiciones temporales, así como programas públicos diseñados para complementar la colección y las exposiciones, como charlas mensuales, eventos de la compañía de danza de Merce Cunningham, días gratuitos para los condados vecinos y un programa educativo dirigido a los estudiantes de todos los niveles de la zona. Con 15 000 m², es uno de los museos de arte moderno y contemporáneo más grandes del país.

## Descripción
Dia fue pionera en la conversión de edificios industriales para la exhibición de arte contemporáneo, una práctica actualmente adoptada por numerosos museos y galerías de todo el mundo. El museo de Dia en Beacon se encuentra en una antigua planta de impresión construida en 1929 por Nabisco (National Biscuit Company) y ubicada en un terreno de 13 hectáreas cerca de la orilla del río Hudson, junto a 36 hectáreas de zonas verdes adyacentes al río. Está a unos cinco minutos caminando de la estación de Beacon de la línea Hudson del Ferrocarril Metro–North, unos 100 kilómetros al norte de Nueva York (80 minutos en tren).
Los amplios espacios del Dia Beacon son apropiados para las necesidades de las instalaciones, cuadros y esculturas a gran escala. Siguiendo la tradición de Dia de exposiciones de un único artista relacionadas con el lugar, cada galería fue diseñada específicamente para el arte que contiene. Esto incluye la obra de varias partes de Andy Warhol Sombras (1978–1979), expuesta en una única instalación que mide unos 100 metros lineales; selecciones de la serie de luces fluorescentes de Dan Flavin Monumentos a V. Tatlin (1964–1981); las monumentales esculturas de acero de Richard Serra, Elipses torcidas; y Norte, este, sur, oeste (1967/2002), de Michael Heizer. Las condiciones ideales de observación creadas por la luz del norte procedente de más de 3200 m² de tragaluces son especialmente evidentes en las galerías dedicadas a los cuadros de On Kawara, Agnes Martin, Blinky Palermo y Robert Ryman.
Dia colaboró con el artista estadounidense Robert Irwin y el estudio de arquitectura Open Office para elaborar el proyecto de renovación del edificio del museo y su entorno exterior. Sus terrenos incluyen un patio de entrada y un aparcamiento con una arboleda de frutales en flor y un jardín formal, que fueron diseñados por Irwin. El adyacente Long Dock Park, junto al río Hudson, tiene una obra in situ del escultor ambiental George Trakas.